# 河上肇
河上肇（1879年10月20日—1946年1月30日），日本經濟學家、作家、社會運動參與者，學術專長是馬克思主義政治經濟學。曾在日本京都帝国大学教學研究，后辭教授職投入共產主義的實踐活動，被檢舉參加了日本共產黨而被關進監獄。翻譯了馬克思的《資本論》。著有小說《貧乏物語》、《第二貧乏物語》。《自敘傳》死后才出版。

## 生平
- 1879年生於日本山口縣玖珂郡岩国町（即今山口縣岩国市）的舊岩国藩武士家庭。
  - 畢業於山口尋常中学校（即今山口縣立山口高等学校）、旧制山口高等学校文科。
- 1902年畢業於東京帝国大学法學院政治系。
- 1903年任東京帝大農科大学實科（即現東京高等農林学校）講師，兼任学習院等大學講師。
- 1908年起任京都帝国大学講師。
- 1913-1915年赴歐洲留学，歸国后任教授。
- 1916年在報上連載《貧乏物語》，翌年出版。
- 1928年從京都帝大辭職。
- 1930年在《改造》雜誌連載《第二貧乏物語》。
- 1932年參加日本共產黨地下運動。
- 1933年被檢舉違反《治安維持法》，被囚豐多摩刑務所(之後轉市谷刑務所/東京監獄)。在獄中親近曹操和陸游等人的詩，自己也用漢語作詩。
- 1937年出冊，發表在囚期間學習漢詩的成果《陸放翁鑑賞》，開始寫自傳。
- 1946年逝去。
- 1947年遺作《自敘傳》出版。

## 書著及文章
- 《河上肇全集》
- 《日本民族の血と手》

## 影響
他的著作和譯作啟發了許多日本及其殖民地的青年和中國留日青年，如李大釗、郭沫若、李登輝等。

## 外部連結
- 河上 肇：作家作品 （页面存档备份，存于）（青空文庫）
- 河上肇 （页面存档备份，存于） | 近代日本人の肖像 （页面存档备份，存于）（日本国立国会圖書館）